# Périssoires sur l'Yerres
Pour les articles homonymes, voir Périssoires.
Périssoires sur l'Yerres est un tableau réalisé par le peintre français Gustave Caillebotte en 1877. Cette huile sur toile représente quatre rameurs évoluant sur l'Yerres en périssoire. Montrée à la quatrième exposition impressionniste en 1879 à Paris, l'œuvre est aujourd'hui conservée au Milwaukee Art Museum, à Milwaukee, dans le Wisconsin, aux États-Unis.